# Сан Марино (река)
Сан Марино (на италиански: San Marino) е река в Италия, региони Марке и Емилия-Романя и Сан Марино, общини Фиорентино, Акуавива, Сан Марино и Киезануова. Дължината ѝ е 8,7 km. Според дължината си само в Сан Марино тя е третата най-дълга в държавата. Части от реката играят ролята на граница между двете страни.

## Географска характеристика
Сан Марино тече в посока север и няма притоци.

### Начало
Реката извира от планината Сан Паоло в Марке, Италия, близо до границата със Сан Марино.

### Път
Продължава на север и влиза в Сан Марино. Маркира границата между общините (на италиански: castelli, букв. замъци) Фиорентино и Киезануова, след което влиза за малко изцяло в Киезануова. На север следва границата между Италия (региони Марке и Емилия-Романя) и общините Сан Марино и Акуавива.

### Устие
Влива се в 70-километровата река Маречия като десен приток в Емилия-Романя, Италия.